# Николаев, Александр Алексеевич
Алекса́ндр Алексе́евич Никола́ев (30 октября 1950, Куйбышев — 6 июля 2023, Москва) — российский дипломат. Чрезвычайный и полномочный посланник 1 класса (2014).

## Биография
Окончил МГИМО МИД СССР (1973). На дипломатической работе с 1973 года.
- В 1973—1977 годах — сотрудник Посольства СССР во Вьетнаме.
- В 1981—1984 годах — сотрудник Посольства СССР на Филиппинах.
- В 1993—1998 годах — старший советник Постоянного представительства России при Европейских сообществах в Брюсселе.
- В 1998—1999 годах — глава Отдела восстановления в миссии ОБСЕ в Косово (Югославия).
- В 1999—2003 годах — старший советник, начальник отдела Генерального секретариата (департамента) МИД России.
- В 2003—2008 годах — генеральный консул России в Симферополе (Украина).
- В 2008—2009 годах — заместитель начальника, начальник управления в Россотрудничестве.
- В 2010—2011 годах — заместитель директора Второго департамента Азии МИД России.
- С 1 февраля 2012 по 10 февраля 2016 года — чрезвычайный и полномочный посол России в Народной Республике Бангладеш[1][2].
- С 2016 года работал в Госкорпорации «Росатом».

6 июля 2023 года скончался в НИИ им. Склифосовского в Москве после избиения. Николаев пострадал от рук нетрезвого жителя Конаковского района Тверской области 17 июня, после чего находился в коме. Прощание прошло в Храме Христа Спасителя. Похоронен на Востряковском кладбище.

## Дипломатический ранг
- Чрезвычайный и полномочный посланник 2 класса (21 сентября 2006)[5].
- Чрезвычайный и полномочный посланник 1 класса (4 июня 2014)[6].

## Награды и почётные звания
- Орден Иоанна Златоуста 2-й степени;
- Орден А.М.Горчакова, за дипломатические заслуги;
- Орден Петра Великого, присвоен Академией защиты Правопорядка и безопасности за противодействие терроризму в отношении российских соотечественников;
- Знак "За дальний поход", присвоен Командующим ВМФ РФ;
- Медаль "Почетный работник МИД"
- Медаль "200 лет Консульской службы";
- Медаль "За воинскую доблесть";
- Медаль "За крымский поход казаков 2006 года"
- Медаль "Адмирал Кузнецов", присвоена Минобороны РФ;
- Медаль "200 лет МИД России";
- Медаль "Адмирал Флота Советского Союза Н.Г.Кузнецов", за личное участие в водолазных спусках.
- Почётная грамота МИД Российской Федерации.
- Почётный работник Министерства иностранных дел Российской Федерации.

## Семья
Был женат, имел двух дочерей.